# Hyperledger
Hyperledger este un proiect blockchain și o comunitate open source axată pe dezvoltarea  de standarde, instrumente și aplicații conexe de contabiliate distribuită (DLT) pentru implementări blockchain la nivel de întreprindere. Hyperledger nu susține Bitcoin sau orice altă criptomonedă. 
Hyperledger este găzduit de Fundația Linux și include organizații membre care sunt lideri în piețile financiare, servicii bancare, IoT, gestiunea lanțului de aprovizionare, IT, producție, mass-media etc.

## Istoric
Proiectul Hyperledger a fost anunțat în decembrie 2015 de către Fundația Linux pentru a stabili un mediu în care grupuri de dezvoltatori de software și companii să se poată reuni pentru a coopera și a dezvolta aplicații blockchain pentru industrie.
În februarie 2016 au fost anunțați primii 30 de membrii fondatori. Lista membrilor Hyperledger cuprinde lideri din industrie, Airbus, Bosch, Daimler, IBM, Intel, Fujitsu, Hitachi, SAP AG, Huawei, Microsoft, Nokia, și Samsung, instituții financiare ca Deutsche Börse, American Express, JP Morgan, Visa, BBVA, BNP Paribas și Well Fargo, precum și o serie de startup-uri bazate pe blockchain precum Blockstream, Netki, Lykke, Factom, Bloq și Consensys.

## Arhitectura Hyperledger
Hyperledger folosește următoarele componente cheie:
- Stratul de consens: crează un acord asupra comenzii și confirmă corectitudinea setului de tranzacții care constituie un bloc
- Stratul de contract inteligent: este responsabil pentru procesarea cererilor de tranzacții și autorizarea numai a tranzacțiilor valabile
- Stratul de comunicare: are rolul de a transporta mesajele peer-to-peer
- Serviciile de gestionare a identității: sunt funcții necesare pentru menținerea și validarea identităților utilizatorilor, sistemelor și stabilirea încrederii în blockchain
- Application Programming Interface (API): permite aplicațiilor și clienților externi să interfereze cu blockchain-ul.[4]

## Proiecte Hyperledger
Proiectele Hyperledger includ o varietate de platforme blockchain de registru distribuit. Există 6 cadre active dezvoltate: 
- Hyperledger Aries: infrastructură pentru interacțiuni peer-to-peer blockchain-routed. Acest proiect ajută la schimbul de date bazate pe blockchain care facilitează interacțiunea interoperabilă între mai multe tehnologii de registre distribuite și alte blockchains și acceptă mesageria P2P în diverse situații.

- Hyperledger Besu: client Ethereum open source dezvoltat sub licență Apache 2.0 și Java. Besu este o inițiativă axată pe întreprindere care poate fi rulată pe oricare dintre rețele, publice și private, împreună cu rețele de testare precum Rinkeby, Gorli și Ropsten.

- Hyperledger Fabric: proiect condus de IBM. Fabric este o implementare plug and play a tehnologiei blockchain, concepută ca o bază pentru dezvoltarea aplicațiilor blockchain cu o arhitectură modulară, și grad mare de scalabilitate. Scopul Fabric este să ofere un cadru prin care întreprinderile să-și valorifice rețeaua blockchain individuală, prin procesarea a mai mult de 1000 de tranzacții pe secundă. [5]

- Hyperledger Indy: colecție de instrumente, biblioteci și alte componente concepute pentru soluții bazate pe identitate. Indy este interoperabil cu alte blockchain și, de asemenea, poate fi utilizat independent.

- Hyperledger Iroha: proiect al unor companii japoneze. Scopul său este crearea unui cadru blockchain ușor de încorporat.

- Hyperledger Sawtooth Lake: set modular blockchain dezvoltat de Intel. Este scris în Python și poate fi utilizat în numeroase domenii, de la IoT până la finanțe. Sawtooth susține atât aplicațiile și dezvoltările permise, cât și pe cele fără permisiune (permissionless), și folosește noul algoritm de consens Proof of Elapsed Time (PoET).[6][7]

## Instrumente hyperledger
Instrumentele Hyperledger sunt proiecte aflate în perioadă de incubație, urmând să fie lansate. 
- Hyperledger Bevel: este unul dintre proiectele de top, un instrument care accelerează dezvoltarea rețelei DLT.

- Hyperledger Cactus: tip unic de instrument, sistem de aplicații web care ajută dezvoltatorii să integreze orice tip de blockchain. Conține un set de modele de date, biblioteci și SDK.

- Hyperledger Caliper: instrument de referință blockchain utilizat pentru a evalua performanța unei implementări specifice blockchain cu un set de cazuri predefinite.

- Hyperledger Cello: este un instrument de management pentru blockchain care ajută la crearea, utilizarea și gestionarea blockchain-ului prin crearea unui tablou de bord pentru utilizatori. Reduce efortul de a crea, termina și gestiona serviciile blockchain. Mai mult, Cello gestionează ciclul de viață complet al rețelelor blockchain, acceptă configurarea personalizată a rețelei blockchain și se extinde cu funcții avansate. Cello permite blockchain-ului să fie utilizat printr-un model de implementare Blockchain as a service.

- Hyperledger Explorer: instrument de aplicații web și utilitar de bord utilizat pentru vizualizarea, implementarea, invocarea sau interogarea oricărui bloc din rețea. Se pot afișa informații de rețea (nume, stare, lista nodurilor), statistici, tranzacții, contracte inteligente, precum și orice alte informații relevante stocate în registru.

- Hyperledger Firefly: sistem multipartit pentru fluxul de date alimentat de blockchain. Permite dezvoltarea de aplicații bazate pe blockchain pentru întreprinderi.

- Hyperledger Grid: soluție de implementare centrată pe lanțul de aprovizionare. Proiectul oferă un set de componente modulare pentru dezvoltarea contractelor inteligente și a interfețelor client și prezintă, de asemenea, modalități de combinare a componentele din stiva Hyperledger într-o singură soluție de afaceri eficientă.

- Hyperledger Transact: este o bibliotecă care își propune să reducă efortul de dezvoltare în scrierea software-ului de registru distribuit prin furnizarea unei interfețe standard care să execute contracte inteligente, inclusiv toate aspectele legate de planificare, expedierea tranzacțiilor și gestionarea stării.

- Hyperledger Ursa: bibliotecă de criptografie flexibilă, modulară și partajată. Permite evitarea dublării lucrării care este criptată și creșterea securității în proces. Ursa constă dintr-un set de două subproiecte numite Base Crypto și Z-mix care sunt implementări coezive de cod criptat.[8][9]